# Wolfgang Reitzle

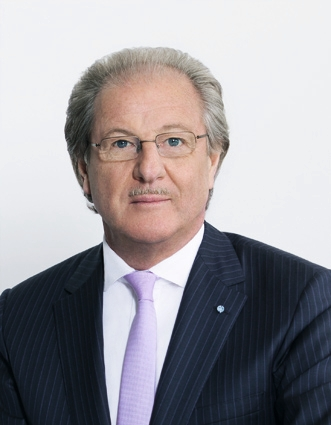
Wolfgang Reitzle (2012)

Wolfgang Hans Reitzle (* 7. März 1949 in Neu-Ulm) ist ein deutscher Wirtschaftsmanager. Von 2003 bis 2014 war er Vorstandsvorsitzender der Linde AG und von 2016 bis 2022 war er Chairman der Linde plc (bis zur Fusion mit Praxair im Jahr 2018 Aufsichtsratsvorsitzender der Linde AG). Unter anderem war er zudem von 2014 bis 2016 Verwaltungsratspräsident von LafargeHolcim und ist seit 2009 Aufsichtsratsvorsitzender der Continental AG.

## Ausbildung
Nach dem Abitur 1967 in Ulm studierte Reitzle an der Technischen Universität München Maschinenbau und Wirtschaftswissenschaften. 1971 graduierte er mit 22 Jahren als jüngster Absolvent der Hochschule zum Diplom-Ingenieur. Bis 1974 arbeitete er als wissenschaftlicher Assistent am Institut für Werkstoff- und Verarbeitungswissenschaften, wo er 1974 im Fach Metallphysik summa cum laude promoviert wurde. Von 1972 bis 1975 absolvierte er ein Zweitstudium der Arbeits- und Wirtschaftswissenschaften zum Wirtschaftsingenieur. Für seine Promotion benötigte er lediglich 2,5 Jahre, nachdem ihm der Lehrstuhl – basierend auf seinen besonderen akademischen Leistungen – gestattete, auf Studentenarbeiten, wie bspw. das Unterrichten oder das Abhalten von Tutorien, zu verzichten und lediglich seine Zeit auf das Schreiben seiner Arbeit zu verwenden.

## Berufliche Laufbahn

### 1976–1999: BMW
1976 begann er seine berufliche Karriere beim Fahrzeughersteller BMW als Fertigungsspezialist, 1983 wurde er Forschungschef. Nach mehreren leitenden Positionen stieg er 1987 zum Entwicklungsvorstand auf. In den Folgejahren hatte er maßgeblichen Anteil an der erfolgreichen Produktentwicklung und der Absatzsteigerung des BMW-Konzerns. In dieser Zeit erwarb er sich den Ruf eines erfolgreichen Automobilmanagers (Spitzname: Car Guy) und war in der Branche entsprechend begehrt. Einem Abwerbeversuch des Sportwagenherstellers Porsche Anfang der 1990ers, aufgrund konstruktiver Kritik zum Bau eines Porsche Boxster anstatt eines Viertürers, widerstand er, u. a. weil er als Nachfolgekandidat des langjährigen BMW-Vorstandsvorsitzenden Eberhard von Kuenheim galt. Überraschenderweise wurde jedoch ein Weggefährte Reitzles, der spätere Volkswagen-Chef Bernd Pischetsrieder, 1993 neuer Vorstandsvorsitzender bei BMW.

### 1999–2002: Ford
1999 ging Reitzle zum US-amerikanischen Autobauer Ford. Als Vorstandsvorsitzender der Premier Automotive Group (PAG) war er für die Konzernmarken Jaguar, Aston Martin, Volvo, Land Rover, Lincoln und Mercury verantwortlich.

### 2002–2014: Linde
2002 wechselte er in den Vorstand des deutschen Gas- und Technikkonzerns Linde und wurde 2003 dort Vorstandsvorsitzender. Als weltgrößter Hersteller von Wasserstoff-Anlagen wollte die Linde AG unter Reitzle stärker auf das Automobilgeschäft mit Wasserstoffantrieben setzen. Im Februar 2005 sorgte Reitzle für Schlagzeilen, als er die Machbarkeit eines deutschen Wasserstoff-Tankstellennetzes in naher Zukunft propagierte. Am 6. September 2006 gelang Linde unter seiner Führung die Übernahme des britischen Industriegaseherstellers BOC, bei gleichzeitiger Abspaltung der Linde Material Handling (Flurförderfahrzeug-)Sparte, die mit ihren Marken Linde, Still und OM nun als Kion Group firmiert. Mit diesem Zusammenschluss und nun neu aufgestellt konzentriert sich The Linde Group auf das Industriegasegeschäft und zählt zu den Weltmarktführern in diesem Bereich. Der Sitz der Unternehmenszentrale wurde 2007 von Wiesbaden nach München verlegt.
2005 wurde Reitzle, Lehrbeauftragter an der TU München seit 1985, Honorarprofessor für Unternehmensführung an der Technischen Universität München (TUM).
In der halbjährlichen Umfrage „Manager nach Noten“ der Beratungsfirma Marketing Corporation, bei der 1000 Manager befragt werden, bekam Reitzle Ende 2007 im Schnitt die beste Bewertung und war somit unter den Kollegen die Top-Führungskraft Deutschlands mit dem höchsten Ansehen.
Im Oktober 2009 wurde Reitzle – zusätzlich zu seinen Aufgaben für Linde – zum Aufsichtsratschef des Autozulieferers Continental berufen; die Aufsichtsratsmandate für die Deutsche Telekom AG und die Kion Group legte er nieder. Sein Vertrag bei Linde lief bis zur Hauptversammlung 2014; Reitzles Nachfolger wurde Wolfgang Büchele, der bis 2007 bei BASF beschäftigt war.

### 2014–2015: LafargeHolcim
Beim weltgrößten Baustoffhersteller Holcim, Jona/Schweiz, ist er seit 2012 Verwaltungsratsmitglied, 2014 übernahm er von Rolf Soiron das Präsidium. Im Laufe des Jahres 2015 entstand aus der Fusion von Holcim und Lafarge die Zementfirma LafargeHolcim mit einem Jahresumsatz von knapp 35 Milliarden Euro. Seine Funktion gab Reitzle wegen der Übernahme des Aufsichtsratsvorsitzes bei der Linde AG im Mai 2016 auf.
Beim Klinikbetreiber Medical Park wurde er im Januar 2014 Aufsichtsratsmitglied, im Juni Aufsichtsratsvorsitzender. Zudem erwarb er einen 10%igen Unternehmensanteil. Im April 2014 wurde er Mitglied im Aufsichtsrat der Axel Springer SE. Bei der Weinhandelsgruppe Hawesko saß er zwischen Mitte 2014 und Juni 2017 im Aufsichtsrat.

### 2016: Rückkehr zu Linde
Nach der vorgeschriebenen „Abkühlphase“ von zwei Jahren kehrte Reitzle als Aufsichtsratschef zu Linde zurück. Am 21. Mai übernahm Reitzle den Posten vom bisherigen Vorsitzenden Manfred Schneider.
Im Januar 2018 übernahm Reitzle vorübergehend und auf Bitten seines Freundes Willy Bogner den Aufsichtsratsvorsitz des Modeunternehmens Bogner, um eine Umstrukturierung einzuleiten. Diesen Posten legte er 2019 zusammen mit weiteren Mandaten wie Medical Park nieder und gab an, mit dem Erreichen des 70. Lebensjahres seine Aufgaben zu reduzieren.
Am 25. Oktober 2021 wurde bekannt, dass Reitzle zum März 2022 den Posten des Linde-Verwaltungsrats-Vorsitzenden aufgeben will.
Reitzle hat in den zurückliegenden Jahren in mehrere Startups investiert. So ist er zum Beispiel gemeinsam mit seiner Frau Nina Ruge, dem Schweizer Milliardär Michael Pieper und dem Arzt Dominik Duscher an der österreichischen Kosmetikfirma Tomorrowlabs beteiligt. Seit 2022 ist er zudem in der Nokera AG investiert und bezeichnet sich selbst als „Investor der ersten Stunde“. Das Schweizer Unternehmen will mit seriellem Holzbau die Wohnungsnot in Deutschland lindern, steht jedoch unter Gründer Norbert Ketterer zunehmend in der Kritik – wegen Intransparenz, Managementproblemen und dem schwindenden Vertrauen der Investoren.

## Kritik
Reitzle wurde der Ausbau des Engagements Lindes in Russland vorgeworfen, das nach Meinung seiner Kritiker das Regime Putins stärkte. Kaum ein deutscher Spitzenmanager habe der russischen Regierung nähergestanden als Reitzle.

## Privates
Reitzle hat zwei Töchter aus erster Ehe. 2001 heiratete er die Fernsehmoderatorin Nina Ruge.
Politisch steht er der FDP nahe und äußerte sich wiederholt kritisch zur ehemaligen Bundeskanzlerin Angela Merkel bzw. deren Politik.

## Auszeichnungen
- 2005: Honorarprofessor der Technischen Universität München seit 2005 (Fakultät Wirtschaftswissenschaften)[35]
- 2006: Manager des Jahres
- 2006: Bayerische Staatsmedaille für Verdienste um Umwelt und Gesundheit
- 2007: Bayerischer Verdienstorden
- 2010: Gelber Engel des ADAC als Persönlichkeit des Jahres[36]
- 2010: Goldene Viktoria des VDZ als Unternehmer des Jahres[37]
- 2010: Global Leadership Award, American Institute for Contemporary German Studies at Johns Hopkins University
- 2010: DSW Preis für gute Unternehmensführung
- 2010: Hessischer Verdienstorden
- 2015: Bundesverdienstkreuz 1. Klasse
- 2016: Finanzmedaille des Bayerischen Staatsministeriums der Finanzen
- 2020: Nicolaus August Otto Award der Deutz AG
- 2021: Ludwig-Erhard-Preis für Wirtschaftspublizistik[38]

## Publikationen
- Luxus schafft Wohlstand. Rowohlt, Hamburg 2003, ISBN 3-498-05762-6.
- Industrieroboter. CW-Publikationen, München 1984, ISBN 3-922246-22-2.
- Forschung und Innovation als Erfolgsfaktor für die Standortsicherung. In: Franz W. Peren (Hrsg.): Krise als Chance. Wohin steuert die deutsche Automobilwirtschaft? Frankfurter Allgemeine Zeitung, Frankfurt am Main; Gabler, Wiesbaden 1994, ISBN 3-409-19190-9, S. 93–113.